# Dendropsophus timbeba
Espèce
Synonymes
- Hyla timbeba Martins & Cardoso, 1987
- Hyla allenorum Duellman & Trueb, 1989
- Dendropsophus allenorum (Duellman & Trueb, 1989)

Statut de conservation UICN

 LC  : Préoccupation mineure
Dendropsophus timbeba est une espèce d'amphibiens de la famille des Hylidae.

## Répartition
Cette espèce se rencontre dans l'ouest du Brésil et le Sud-Est du Pérou.

## Description
Les 3 spécimens adultes mâles observés lors de la description originale mesurent entre 19,4 mm et 21,9 mm de longueur standard et spécimen adulte femelle observé lors de la description originale mesure 22,5 mm de longueur standard mesure 20 à 22,5 mm.

## Étymologie
Son nom d'espèce, du tupi timbeba, « nez plat », lui a été donné en référence à son museau court et tronqué.

## Taxinomie
Dendropsophus allenorum a été placé en synonymie par Orrico, Duellman, de Souza & Haddad en 2013.

## Publications originales
- Duellman & Trueb, 1989 : Two New Treefrogs of the Hyla parviceps Group from the Amazon Basin in Southern Peru. Herpetologica, vol. 45, no 1, p. 1-10.
- Martins & Cardoso, 1987 : Novas espécies de hilídeos do Estado do Acre (Amphibia: Anura). Revista Brasileira de Biologia, vol. 47, no 4, p. 549-558 (texte intégral).